# Dactylopopillia opacicollis
Dactylopopillia opacicollis är en skalbaggsart som beskrevs av Ernst Gustav Kraatz 1892. Dactylopopillia opacicollis ingår i släktet Dactylopopillia och familjen Rutelidae. Inga underarter finns listade i Catalogue of Life.